# Судник, Николай Николаевич
Николай Николаевич Судник (род. 1957) — композитор, музыкант, создатель оригинальных музыкальных инструментов, руководитель группы «ЗГА» (Санкт-Петербург).

## Биография
В 1984 году совместно с В. Дудкиным организовал в Риге экспериментальную рок-группу группу «ЗГА».
В 1991 году перебрался в Ленинград по приглашению Фонда Свободная Культура. С 1999 года работает арт-директором уникальной программы «Галерея Экспериментального Звука / ГЭЗ 21».
Исполнил в 2000 году роль второго плана в телесериале «Убойная сила-1».
Пишет музыку к фильмам, выставкам, перформансам.

## Сольные альбомы Николая Судника
- 2001 — «Tauromakhia» (Chimaera, xm2)
- 2002 — «Promenade» (Long Arms Records, CDLA 02047)
- 2003 — «Noise Paradise» (сборник, Strange Sound Records, SSR-03002-PR)
- 2004 — «Delicatessen» (совм. с Вячеславом Гайворонским; Long Arms Records, CDLA 04067)
- 2008 — «Pas de Trois» (Ultra, UCD 26)
- 2010 — «Not Quite Songs» (совм. с Сайнхо Намчылак, Leo Records, CD LR 564)
- 2011 — «Depot Of Genius Delusions / Депо Гениальных Заблуждений» (Ultra, UCD 27)

## Музыка к спектаклям
- 2008 — «В поселении осужденных». Санкт-Петербургский нестационарный театр «БЫТЬ».